# 蔡甯 (明朝)
蔡甯（14世紀—15世紀），字伯安，湖廣武昌府崇陽縣人，明朝政治人物。

## 生平
蔡甯是洪武年間刑部郎中蔡奎的兒子，喜歡讀書，在桃溪築館，年輕就以孝順聞名，永樂九年（1411年）中舉人，入讀國子監，曾在十六年（1418年）出使福建有聲譽，畢業後授行在交趾道監察御史，後曾任部郎，為政廉潔，只吃鹹菜和鹽配飯，在家中旁邊的地下種植葵芥，又和楊宗凱一樣在父母去世後廬墓，以孝順聞名，督學蔡潮為他寫下青紫聯輝詩。

## 引用
1. 1 2  同治《崇陽縣志·卷七·選舉》：明舉人一百一十九人……蔡甯 以書中，有傳……已上俱辛卯科……已上永樂年……蔡甯，字伯安，父奎，洪武初歲薦，官刑部郎中。甯追父志好讀書，築館桃溪之上，自少事親以孝聞，由舉人卒業胄監，永樂十六年使閩中，綽有能聲；為部郎廉潔，常食不過虀鹽，舍旁隙地輒種葵芥，督學蔡潮為賦青紫聯輝詩。
2. ↑  《明宣宗章皇帝實錄·卷十六》：（宣德元年四月丁卯）擢陜西臨潼縣知縣成林、山西介休縣知縣許資、河南汝州儒學正王琦、新興縣儒學教諭陳摶、陜西韓城縣儒學教諭李昌、河南項城縣儒學訓導李貴、進士張鐸、王憲、張駿、龔遂、盧睿、焦宏、羅銓、任倫、陳炎、徐逵、張士貞、郭智、陳璉、于謙、王郁、高敏、陳璇、邵嵩、監生胡謙、包德懷、蔣彥廣、趙紳、邵宗、周皡、田富、李彛、鄭道寧、孫敏、鍾量、蔡寧、王寶、趙倫、楊鐸為監察御史。林、郁行在湖廣道，資、銓行在廣西道，琦、摶、炎、逵、彛行在河南道，昌、于謙、宗行在山西道，貴、睿、宏、胡謙行在廣東道，張鐸行在貴州道，憲、量行在江西道，駿、遂行在浙江道，任、倫、富行在四川道，士貞、德懷、彥廣、紳行在雲南道，智、寧行在交趾道，璉、寶行在山東道，高敏、璇、嵩行在福建道，趙倫、楊鐸行在陜西道，皡南京山東道，道寧、孫敏南京廣東道。
3. ↑  康熙《武昌府志·卷九·人物志三》：蔡寧、楊宗凱，崇陽人。居喪廬墓，以孝聞。